# Jacques Bank
Jacques Bank (18 april 1943) is een Nederlands componist. 

## Opleiding
Bank studeerde compositie aan het Amsterdams Conservatorium bij Ton de Leeuw en Jos Kunst. Hij studeerde af in 1974 met de Prijs voor Compositie.

## Composities
Banks composites werden in première gebracht in Nederland en daarbuiten, onder meer tijdens de Gaudeamus Muziekweken van 1973, 1974 en 1975, het Holland Festival 1976 en de Wereldmuziekdagen van de ISCM in Israël in 1980. De opera Een tanthologie kwam in première in 1988. Bank schreef het werk Episodes de la vie d'un artiste in opdracht ter gelegenheid van het 75-jarig jubileum van het Rotterdams Philharmonisch Orkest in 1994. In 2000 werd De Bijlmer Opera (tekst Fer Bank) uitgevoerd. In 2005 schreef Bank de opera De ondergeschoven koningin.

## Prijzen en onderscheidingen
In 1985 kreeg Banks werk Minutes of Lives een aanbeveling tijdens het Rostrum of Composers. Hij kreeg de Matthijs Vermeulenprijs in 1989 voor Requiem voor een levende (1985). Met de opera De pianojuf kreeg hij in 1992 een onderscheiding van de jury van de International Composers Competition for mini operas for children in Warschau.

## Bron en externe link
- pagina Jacques Bank op de site van Donemus

- Gemeinsame Normdatei: 103775501
- International Standard Name Identifier: 0000 0000 2321 8062
- Library of Congress Control Number: n82101485
- Nationale Bibliotheek van Israël: 987007283659605171
- Nederlandse Thesaurus van Auteursnamen: 07480605X
- Virtual International Authority File: 49646595
- WorldCat: E39PBJjCJwyt9FVpK8cBfYk7HC